# N-238
La N-238 pertenece a la red de carreteras nacionales de España, es la carretera que sirve de acceso desde la Autopista del Mediterráneo AP-7 a la población de Vinaroz, tiene una longitud de 13 km.
- Datos: Q5397729